# The Number of the Beast (album Iron Maiden)
The Number of the Beast – trzeci album studyjny heavymetalowej grupy Iron Maiden, wydany 22 marca 1982 roku. To pierwszy album zespołu nagrany z nowym wokalistą Bruce’em Dickinsonem, a zarazem ostatni, w którego tworzeniu brał udział perkusista Clive Burr.
The Number of the Beast, w przeciwieństwie do poprzednich albumów Iron Maiden i Killers, zawierał muzykę stricte heavymetalową. Płyta dosyć szybko znalazła się na wysokich miejscach na angielskiej liście przebojów i US Top 40. W ankiecie na koniec 1983 roku czytelnicy Kerrang! wybrali The Number of the Beast na drugi Najlepszy Album Wszech Czasów (pierwsze miejsce zajął Piece of Mind). Sama płyta wzbudziła wiele kontrowersji w konserwatywnych kręgach głównie w Stanach Zjednoczonych o rzekome propagowanie satanizmu. Dzięki takim licznym działaniom (m.in publicznym paleniem nowej płyty) zespół zyskiwał coraz większą popularność w USA.
Na płycie znajdują się tak znane utwory jak tytułowy „The Number of the Beast”, „Run to the Hills” czy „Hallowed Be Thy Name” które grane są do dziś na większości tras koncertowych zespołu. Nie można też zapomnieć o takich kompozycjach jak „Children of the Damned” czy „22 Acacia Avenue” które jest dalszą opowieścią utworu „Charlotte the Harlot” z debiutanckiej płyty zespołu. Płyta promowana była trasą „The Beast on the Road". Album uznawany jest za jedną z płyt wszech czasów (Top 3, Top 5) ciężkiej muzyki, do grudnia 2022 roku album rozszedł się na świecie w około 20 mln kopii.
W Polsce nagrania uzyskały certyfikat złotej płyty.

## Lista utworów
1. „Invaders” (Harris) – 3:23
2. „Children of the Damned” (Harris) – 4:34
3. „The Prisoner” (Smith, Harris) – 6:02
4. „22 Acacia Avenue” (Smith, Harris) – 6:36
5. „The Number of the Beast” (Harris) – 4:50
6. „Run to the Hills” (Harris) – 3:53
7. „Gangland” (Smith, Burr) – 3:48
8. „Total Eclipse” (Murray, Harris, Burr) – 4:29 (utwór dodany na reedycji płyty z 1998 r.)
9. „Hallowed Be Thy Name” (Harris) – 7:11

## Classic Albums
4 grudnia 2001 zostało wydane wideo o nazwie „The Number of The Beast”, jako część serii dokumentalnej o nazwie „Classic Albums”. Wideo zostało wyreżyserowane przez Tima Kirby'ego. Album wideo zawierał filmowy materiał na żywo utworu pt. „Hallowed Be Thy Name”, zagranego podczas festiwalu Rock in Rio. Album zajął 9. pozycję w Norweskim zestawieniu płyt DVD, z kolei osiągnął status złotej płyty w zestawieniu Australian Recording Industry Association. Wideo zostało wydane w trzech formatach: DVD, VHS oraz UMD z napisami w sześciu różnych językach – niderlandzkim, niemieckim, włoskim, portugalskim, hiszpańskim i francuskim. W 2012 roku film ten był emitowany w TVP Kultura. 

## Nagrody i pozycja na listach
- 1982 – 33. na liście Pop Albums (album)
- 1983 – 150. na liście Billboard (album)
- 1982 – 50. na liście Mainstream Rock (singel – „Hallowed Be Thy Name”)
- 1982 – 1. na liście UK Albums Charts

## Twórcy

### Wykonawcy
- Bruce Dickinson – śpiew
- Dave Murray – gitara elektryczna
- Adrian Smith – gitara elektryczna
- Steve Harris – gitara basowa
- Clive Burr – perkusja

### Produkcja
- Martin Birch – producent
- Nigel Hewitt-Green – inżynieria dźwięku
- Rod Smallwood – menedżer, zdjęcia na okładce (reedycja z 1998), zdjęcia na wkładce (pierwsze wydanie)
- Derek Riggs – okładka
- Simon Fowler – zdjęcia na okładce (pierwsze wydanie i reedycja z 1998)
- Robert Elis – zdjęcia na okładce (reedycja z 1998)
- P.G. Brunelli – zdjęcia na okładce (reedycja z 1998), zdjęcia na wkładce (pierwsze wydanie)
- Denis O’Regan – zdjęcia na okładce (reedycja z 1998)
- Ross Halfin – zdjęcia na okładce (reedycja z 1998), zdjęcia na wkładce (pierwsze wydanie)
- George Chin – zdjęcia na okładce (reedycja z 1998)
- Toshi Yajima – zdjęcia na wkładce (pierwsze wydanie)
- Andre Csillag – zdjęcia na wkładce (pierwsze wydanie)
- Bob Ellis – zdjęcia na wkładce (pierwsze wydanie)
- Simon Hayworth – remastering (reedycja z 1998)